# Биберган, Вадим Давидович
Вади́м Дави́дович Биберга́н (род. 24 января 1937 года, Москва) — советский и российский композитор, член Союза композиторов Санкт-Петербурга, народный артист Российской Федерации (2007).

## Биография
Родился 24 января 1937 года в Москве в семье Давида Абрамовича Бибергана и его жены Веры Сергеевны.
Окончил в 1961 году Уральскую государственную консерваторию по классу фортепиано (педагог Н. Позняковская) и по композиции (педагог В. Трамбицкий), затем, в 1967 году — аспирантуру Ленинградской консерватории (педагог Д. Шостакович). С 1968 года преподавал композицию в Уральской консерватории, с 1978 — профессор Санкт-Петербургского института культуры.
Сочинил музыку к более чем 60 фильмам, наиболее известные из них — «В огне брода нет», «Начало», «Прошу слова», «Тема», «Васса», «Мать», «Романовы. Венценосная семья» и др.
В течение многих лет выступает в дуэте с пианистом Вадимом Пальмовым. За свои фортепианные сочинения для ансамбля был удостоен гран-при и 2-й премии на международном композиторском конкурсе в Японии в 1993 году.
Песни на музыку Вадима Бибергана входили в репертуар многих известных исполнителей: И. Кобзона, Э. Хиля, В. Толкуновой, Е. Устиновой и др. К наиболее исполняемым инструментальным его сочинениям можно отнести Арию до-минор для фортепиано с оркестром народных инструментов, а также польку «Нора» (посвящение Норе Новик) для двух фортепиано в 8 рук, цикл для фортепиано в 4 руки «Далёкое-близкое». Среди исполнителей его музыки пианист Олег Малов, фортепианные дуэты Нора Новик — Раффи Хараджанян, Надежда Медведева — Марина Климова и др.
Вадим Биберган часто является членом жюри многих конкурсов композиторов и исполнителей.

## Фильмография
- 1968 — В огне брода нет
- 1970 — Начало
- 1973 — Открытие (Рукопись академика Юрышева)
- 1977 — Житейское дело
- 1975 — Полковник в отставке
- 1975 — Прошу слова
- 1976 — Обыкновенная Арктика
- 1977 — Степанова памятка
- 1978 — Случайные пассажиры
- 1978 — Человек, которому везло
- 1979 — Последняя охота
- 1977 — Вторая попытка Виктора Крохина
- 1979 — Десант на Орингу
- 1979 — Тема
- 1980 — Поздние свидания
- 1981 — Родительский день
- 1981 — Валентина
- 1982 — Пространство для манёвра
- 1983 — Васса
- 1983 — Дублёр начинает действовать
- 1984 — Преферанс по пятницам
- 1984 — Один и без оружия
- 1985 — Сон в руку, или Чемодан
- 1986 — Красная стрела
- 1986 — Детская площадка
- 1986 — Прости
- 1987 — Везучий человек
- 1989 — Процесс
- 1990 — Я объявляю вам войну
- 1990 — Танк «Клим Ворошилов-2»
- 1990 — Мать
- 1992 — Чича
- 1992 — Дымъ
- 1992 — Паутина
- 1998 — Тоталитарный роман
- 2000 — Приходи на меня посмотреть
- 2000 — Романовы. Венценосная семья
- 2003 — Радости и печали маленького лорда
- 2005 — В круге первом (телесериал)
- 2006 — Защита Красина (телесериал)

## Театральные работы

### Свердловский театр кукол
- 1960 — Дочь Индии
- 1961 — Лиса-оборотень

### Свердловский театр драмы
- 1961 — Четвёртый
- 1962 — Голубая рапсодия
- 1967 — Баловень судьбы
- 1970 — Большевики
- 1970 — Дама сердца превыше всего
- 1973 — Всего дороже
- 1983 — Женитьба Бальзаминова

### Театр имени Станиславского
- 1966 — Медея

### Свердловский Театр юного зрителя
- 1971 — Обратный адрес
- 1971 — Саша
- 1977 — Драматическая песня

### Ленинградский театр драмы и комедии
- 1979 — Гости замка Уэмблингхауз

### БДТ
- 1985 — Две простые истории

### Московская оперетта
- 1987 — Подающие надежду

### Ленком
- 1992 — Sorry

### МХАТ им. Чехова
- 1991 — Сказки Мельпомены
- 1992 — Бобок
- 1994 — За зеркалом
- 1995 — Тойбеле и её демон
- 1996 — После репетиции

### Большой театр
- 1999 — Балда (восстановление и инструментовка музыки к балету Дмитрия Шостаковича).

## Награды и призы
- 1993 — Заслуженный деятель искусств Российской Федерации (27 июля 1993 года) — за заслуги в области искусства[2]
- 1993 — Гран-при на международном конкурсе музыки для фортепианных дуэтов в Токио
- 2002 — Орден Дружбы (27 ноября 2002 года) — за многолетнюю плодотворную деятельность в области культуры и искусства[3]
- 2003 — премия губернатора Санкт-Петербурга за музыку к фильмам: «На полпути в Париж», «Приходи на меня посмотреть», «Романовы. Венценосная Семья»
- 2007 — Народный артист Российской Федерации (3 октября 2007 года) — за большие заслуги в области искусства[1]
- 2013 —  Благодарность Законодательного Собрания Санкт-Петербурга (27 ноября 2013 года) — за выдающиеся личные заслуги в области развития высшего профессионального образования в Санкт-Петербурге, а также в связи с 95-летием со дня основания[4].
- 2017 — Почётная грамота Президента Российской Федерации (12 декабря 2017 года) — за заслуги в развитии отечественной культуры и искусства, многолетнюю плодотворную деятельность[5]